# Bisha
Bisha (en árabe: بيشه‎) es una localidad de Arabia Saudita, en la región de Asir.

## Demografía
Según estimación 2010 contaba con 102465 habitantes.
- Datos: Q97290752

1. 1 2  Word Gazetteer. (enlace roto disponible en Internet Archive; véase el historial, la primera versión y la última).